# 倍长石
倍长石（英語：Bytownite）是斜长石固溶体系列中一种富含钙的长石矿物，其成分介于钙长石和富拉玄武岩之间。通常将其定义为含有70%至90%的钙长石（化学式：(Ca0.7-0.9,Na0.3-0.1)[Al(Al,Si)Si2O8])。与该系列的其他岩石一样，倍长石为呈灰色至白色三斜晶系晶体，通常表现出典型的斜长石孪晶和相关的细条纹。
倍长石比重在2.74和2.75之间变化，折射率范围为nα=1.563–1.572，nβ=1.568–1.578，nγ=1.573–1.583。它的鉴定需通过化学、X射线衍射或岩相分析精确测定以上两种性质。

## 出产地

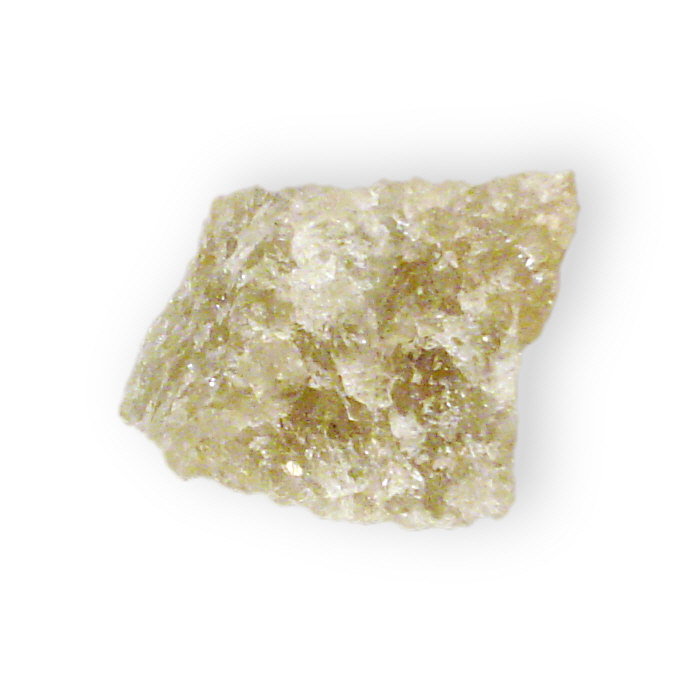
出自明尼苏达州水晶湾的倍长石。

倍长石是一种产于辉长岩和斜长岩等铁镁质火成岩中的成岩矿物，也以斑晶形式出现在镁铁质火山岩中，它在变质岩中很少见，通常伴生于辉石和橄榄石。
该矿物于1836年首次被记录，并以出产地—加拿大拜城（现在的渥太华）所命名。加拿大其他著名的矿点包括安大略省福莱耶镇（Foleyet）和魁北克省阿伯茨福德附近亚马斯卡山上的肖梅尔斜长岩。此外，它还出现在苏格兰鲁姆岛、英格兰坎伯兰郡凯西克附近的艾科特山；挪威纳罗达尔和南非布什维尔德杂岩中也曾有过报导；在西澳大利亚州的伊萨谷也发现了倍长岩。
在美国，蒙大拿州斯蒂尔沃特火成岩杂岩、俄勒冈州莱克县湖景区附近，以及亚利桑那州墓碑镇的勒基库斯矿和新墨西哥州麦金莱县格兰茨区都有分布。在东部，它出现在宾夕法尼亚州黎巴嫩县的康沃尔和切斯特县的菲尼克斯维尔。